# Nina Arianda
Nina Arianda Matijcio (født 18. september 1984) er en amerikansk skuespiller i 2012 modtog hun en Tony Award for Best Actress in a Play for hendes rolle som Vanda Jordan i Venus in Fur, og i 2011 var hun nomineret til samme pris for hendes portrættering af Billie Dawn i Born Yesterday. I 2016 begyndte hun i at optræde i Amazon Studios' dramaserie Goliath. I 2018 optrådte hun i den biografiske film Gøg og Gokke om komikerparret af samme navn.

## Opvækst og uddannelse
Arianda blev født på Manhattan. Hendes forældre blev født i Tyskland af ukrainske forældre. Hun voksede op i Clifton i New Jersey og Heidelberg i Tyskland. Hun læste Bachelor of Arts på Eugene Lang College The New School for Liberal Arts og herefter Master of Fine Arts fra New York Universitys Tisch School of the Arts Graduate Acting Program, hvor hun blev færdig i 2009.

## Karriere
Arianda havde sin debut på Broadway i april 2011 i hovedrollen som Billie Dawn i Broadway-produktionen Born Yesterday med James Belushi og Robert Sean Leonard. Hun optrådte Off-Broadway som Vanda Jourdain i komediedramaet Venus in Fur i 2010. Stykket blev herefter flyttet til Broadway på Samuel J. Friedman Theatre i begyndelsen af november 2011, og Arianda modtog ros fra kritikerne for sin præstation.
I 2014 optrådte hun i Manhattan Theatre Clubs opsætning af Tales From Red Vienna. Hun medvirkede i adskillige film inklusive Win Win, Tower Heist, Midnight in Paris, Rob the Mob og The Disappearance of Eleanor Rigby. I januar 2015 blev hun castet som Molly, Will Grahams hustru (spillet af hendes tidligere Broadway-kollega Hugh Dancy) i tredje sæson af Hannibal. Arianda medvirkede i Fool for Love ved Williamstown Theatre Festival i Williamstown, Massachusetts i juli 2014 sammen med Sam Rockwell og med Daniel Aukin som instruktør. Arianda og Rockwell gentog deres roller på Broadway på Samuel J. Friedman Theatre i 2015.
I 2016 spillede hun Agnes Stark i filmen Florence Foster Jenkins. Ligeledes i 2016 medvirkede hun i Amazon Studios dramaserie Goliath. I 2018 optrådte hun i filmen she appeared in the filmen Gøg og Gokke om komikerparret af samme navn i rollen som Ida Kitaeva, der var gift med komikeren Stan Laurel.

## Filmografi

### Film
| År   | Titel                              | Rolle              | Noter |
| ---- | ---------------------------------- | ------------------ | ----- |
| 2011 | Win Win                            | Shelly             |       |
| 2011 | Higher Ground                      | Wendy Walker       |       |
| 2011 | Midnight in Paris                  | Carol Bates        |       |
| 2011 | Tower Heist                        | Miss Iovenko       |       |
| 2013 | Lucky Them                         | Dana               |       |
| 2013 | The Disappearance of Eleanor Rigby | Alexis             |       |
| 2014 | Rob the Mob                        | Rosemarie Uva      |       |
| 2014 | The Humbling                       | Sybil Van Buren    |       |
| 2016 | Florence Foster Jenkins            | Agnes Stark        |       |
| 2017 | Never Here                         | Margeret Lockwood  |       |
| 2018 | Gøg og Gokke                       | Ida Kitaeva Laurel |       |

### Fjernsyn
| År           | Titel                | Rolle                | Noter                                         |
| ------------ | -------------------- | -------------------- | --------------------------------------------- |
| 2011         | The Good Wife        | Gretchen Battista    | Episode: "Get a Room"                         |
| 2012         | 30 Rock              | Pizzarina Sbarro     | Episode: "Stride of Pride"                    |
| 2013         | Hostages             | Lauren               | Episode: "Sister's Keeper"                    |
| 2015         | Hannibal             | Molly Graham         | 4 episoder                                    |
| 2015         | Master of None       | Alice                | Episode: "Hot Ticket"                         |
| 2016         | Horace and Pete      | Maggie               | Episode #1.4                                  |
| 2016         | Crisis in Six Scenes | Lorna                | Episode #1.5                                  |
| 2016–present | Goliath              | Patty Solis-Papagian | 16 episoder                                   |
| 2019         | Billions             | Rebecca Cantu        | Første optræden i episoden "Arousal Template" |

## Teater
| År      | Titel                 | Rolle              | Noter                                |
| ------- | --------------------- | ------------------ | ------------------------------------ |
| 2010    | Venus in Fur          | Vanda Jourdain     | Classic Stage Company, Off-Broadway  |
| 2011    | Born Yesterday        | Emma "Billie" Dawn | Cort Theatre, Broadway               |
| 2011–12 | Venus in Fur          | Vanda Jourdain     | Lyceum Theatre, Broadway             |
| 2014    | Tales from Red Vienna | Heléna Altman      | Manhattan Theatre Club, Off-Broadway |
| 2015    | Fool for Love         | May                | Samuel J. Friedman Theatre, Broadway |

## Priser og nomineringer
| År   | Pris                                                         | Nomineret arbejde | Resultat  |
| ---- | ------------------------------------------------------------ | ----------------- | --------- |
| 2010 | Theatre World Award                                          | Venus in Fur      | Vundet    |
| 2010 | Lucille Lortel Award for Outstanding Lead Actress in a Play  | Venus in Fur      | Vundet    |
| 2010 | Outer Critics Circle Award for Outstanding Actress in a Play | Venus in Fur      | Nomineret |
| 2010 | Clarence Derwent Award for Most Promising Female             | Venus in Fur      | Vundet    |
| 2011 | Drama Desk Award for Outstanding Actress in a Play           | Born Yesterday    | Nomineret |
| 2011 | Drama League Award for Distinguished Performance             | Born Yesterday    | Nomineret |
| 2011 | Outer Critics Circle Award for Outstanding Actress in a Play | Born Yesterday    | Vundet    |
| 2011 | Tony Award for Best Actress in a Play                        | Born Yesterday    | Nomineret |
| 2012 | Tony Award for Best Actress in a Play                        | Venus in Fur      | Vundet    |